# Emilio Lunghi
Pour les articles homonymes, voir Lunghi.
Emilio Lunghi (né le 16 mars 1886 à Gênes et mort le 26 septembre 1925 dans la même ville) est un athlète italien, spécialiste du demi-fond.

## Biographie
Emilio Lunghi obtient la médaille d'argent du 800 mètres lors des Jeux olympiques d'été de 1908 à Londres. Au cours de ces mêmes Jeux olympiques, Lunghi participe au 1 500 mètres ainsi qu'au 3 miles par équipe, sans obtenir de places d'honneur. Le Génois se représente lors des Jeux olympiques d'été de 1912 à Stockholm pour les courses de 400 et 800 mètres, sans atteindre la finale.

## Palmarès
- Jeux olympiques de 1908 à Londres
  -  Médaille d'argent sur 800 m.